# Chalair Aviation
 (septembre 2022).
L'article doit être relu — et modifié si nécessaire — par des contributeurs indépendants pour apporter un regard critique aux contributions effectuées en violation des conditions d'utilisation de Wikipédia, tant sur la forme (notamment concernant le style encyclopédique, la proportionnalité) que sur le fond (la neutralité de point de vue, la qualité et l'indépendance des sources).
Chalair Aviation est une compagnie aérienne française fondée en 1986 et basée sur l'aéroport de Caen-Carpiquet. 
Elle assure des vols réguliers au départ de Paris-Orly, Lyon, Limoges, Aurillac, Castres et Brives et de façon saisonnière de Kerry (Irlande), Bruxelles (Belgique), Caen, Brest, Nice, Ajaccio et Pau.

## Histoire
La compagnie est créée en octobre 1986 par Philippe Lebaron, ancien pilote de la compagnie française Brit Air, qui commence une activité de taxi aérien avec un Cessna 310, rapidement remplaçé par un Beechcraft King Air puis par un Fairchild-Swearingen Metroliner qui permettait au début des années 1990 de démarrer une première ligne régulière Caen-Lyon.
En 1990, pendant le grand chantier de la COGEMA à Cherbourg, Chalair assure des liaisons vers l'aérodrome de Toussus-le-Noble[réf. à confirmer] (5 fois par jour en 1995) et l'aéroport d'Avignon entre 1995 et 1999.
En 1997, Chalair ouvre ses premières lignes régulières comme Le Mans-Eindhoven pour le compte du constructeur d'électroménager Philips (en Metroliner de 19 places) et Cherbourg-Paris Orly (en ATR 42 de 46 places)[réf. à confirmer].
Le 30 mars 1998, la compagnie Bretonne Brit Air, représentée par son Pd-g Xavier Leclercq entrait au capital de Chalair pour se retirer le 30 août 2001.
La crise du transport aérien qui suit les attentats du 11 septembre 2001 a un impact dramatique et Chalair doit alors réduire fortement sa flotte, passant en quelques mois de quatorze à quatre avions (trois King Air et un Cessna Citation II utilisés pour les navettes entreprise) avec l'arrêt de nombreuses lignes.
À la mort de Philippe Lebaron d'un accident d'avion (à bord d'un Yak 52 le 8 avril 1996 à Bernières-d'Ailly), son épouse vend en avril 2003 la compagnie en difficulté financière à l'actuel propriétaire, Alain Battisti. À cette date, Chalair ne propose que de la navette d'entreprise à l'aide de deux avions de 9 places, des King Air 200.
En 2004, Chalair fait l'acquisition de son premier Beechcraft 1900, un petit avion de ligne de 19 places qui permet l’ouverture d’une ligne Deauville-Londres.
En 2006, Chalair transporte 20 000 passagers.
En 2007, la compagnie possède 9 aéronefs (1 King Air 90, 2 King Air 200...) et opérait sur l'aviation d'affaires, la navette d'entreprises et le transport régulier régional pour le compte d'Airlinair.
La compagnie ouvre 5 lignes au départ de Rennes, Eindhoven et du Havre. Les effectifs ont alors plus que doublé, passant de 18 à 38 puis 50 en 2007.
En 2011, Chalair s'ouvre à l'international et notamment en Afrique où la compagnie se spécialise dans le transport de salariés d'entreprises minières ou pétrolieres (Niger, Ouganda, Mauritanie…).
L'actionnaire principal de Chalair est le groupe Adige.
En février 2020, Chalair signe un accord de partage de codes avec la compagnie Air France[réf. à confirmer].
Lors de la crise sanitaire mondiale du Coronavirus (covid-19), la compagnie suspendait totalement ses vols du 17 mars au 1er juin 2020 (28 juin 2020 pour les vols vers la Corse), mettant en péril la compagnie. La compagnie a cependant maintenu l'ensemble de ses obligations de service public (OSP) en 2020 en reprenant les vols dès juin à l'exception des vols entre Agen et Orly.
Depuis la saison IATA , été 2021, la compagnie en plus des OSP a renforcé ses vols entre Bordeaux et Brest, ajouté des capacités sur Quimper Orly et ouvert à compter du 15 novembre 2021, sa liaison entre Bordeaux et Montpellier.
La compagnie a annoncé l'ouverture à compter du 3 octobre 2022, d'une base avec 2 ATR 42 à Toulouse avec pour destinations Marseille, Rennes et Nantes.

## Caractéristiques
Son activité principale est le transport de passagers sur des vols régionaux en France et en Afrique. La compagnie exploite des appareils de type Beechcraft 1900 de 19 places et des ATR 42 et 72 pouvant emporter de 48 à 70 passagers.
En dehors de ses propres lignes, elle effectue de 2011 à 2014 des vols pour le compte de la compagnie Airlinair sur les lignes Paris Orly - La Rochelle et Paris Orly - Caen, ainsi qu'une ligne entre Paris Orly et Annecy,, lignes interrompues depuis.
En plus des lignes historiques Rennes - Bordeaux, Brest - Bordeaux et Limoges - Lyon (assurée en ATR 42), la compagnie ouvre successivement en janvier 2016 un vol régulier entre Bordeaux et Montpellier et en novembre 2016 une ligne entre Bordeaux et Nantes à raison de deux vols quotidiens, sauf le weekend, ainsi qu'une liaison Nantes - Pau à raison de deux fréquences quotidiennes à compter du 23 janvier 2017.
De nombreuses lignes saisonnières sont également proposées en été, depuis Limoges vers Ajaccio et Bastia notamment.
En janvier 2016, la ligne Bordeaux - Montpellier est ouverte à raison de deux vols quotidiens.
Le 7 janvier 2019, Chalair reprend la ligne Agen - Paris Orly, à la suite de Hop! Air France.
En mars 2019, Chalair lance la ligne Limoges - Paris en ATR42.
L'objectif au départ de Limoges et d'Agen est de proposer aux voyageurs affaires mais aussi loisirs une alternative à la voiture et au train avec une offre de prix très attractive.
La compagnie est partenaire Flying Blue. Les passagers peuvent ainsi bénéficier des avantages du programme de fidélité du groupe Air France-KLM. Chaque passager peut cumuler des miles en voyageant sur les lignes Chalair.
À l'automne 2019, Chalair reprend en OSP (Obligation de service public) les lignes Quimper-Orly et La Rochelle-Lyon via Poitiers, lignes abandonnées par Air France Hop.
Le 9 octobre 2019, Chalair annonce l'intégration de 3 nouveaux ATR dans sa flotte. Celle-ci serait ainsi composée de 8 ATR et de 9 Beechcraft 1900 fin janvier 2020.

## Lignes aériennes exploitées par Chalair

### Anciennes liaisons
| Pays de départ         | Aéroport de départ         | Aéroport de destinations   | Pays d'arrivée         | Modèle aéronef          | Période d'opération                                             | Jours                                                | Notes & Sources                                  |
| ---------------------- | -------------------------- | -------------------------- | ---------------------- | ----------------------- | --------------------------------------------------------------- | ---------------------------------------------------- | ------------------------------------------------ |
| Drapeau de la France   | Agen-La Garenne            | Paris-Orly                 | Drapeau de la France   | ATR42-500               | 07 janvier 2019 - 19 juin 2020                                  | Lundi au vendredi + dimanche                         | Rentabilité trop faible, fin à cause du Covid-19 |
| Drapeau de la France   | Agen-La Garenne            | Bergerac-Dordogne-Périgord | Drapeau de la France   | ATR42-500               | 27 juin 2019 - 16 septembre 2019                                | Lundi, Mardi, Jeudi, Vendredi                        | Non commercialisé                                |
| Drapeau de la France   | Agen-La Garenne            | Lyon-Saint-Exupéry         | Drapeau de la France   | ATR42-500               | 27 juin 2019 - 12 septembre 2019                                | Mardi, Jeudi                                         | Escale à Bergerac                                |
| Drapeau de la France   | Agen-La Garenne            | Nice-Côte d'Azur           | Drapeau de la France   | ATR42-500               | 28 juin 2019 - 16 septembre 2019                                | Lundi, Vendredi                                      | Escale à Bergerac                                |
| Drapeau de la France   | Ajaccio-Napoléon-Bonaparte | Avignon-Provence           | Drapeau de la France   | ATR42-300               | été 2015                                                        | Samedi                                               | ,                                                |
| Drapeau de la France   | Ajaccio-Napoléon-Bonaparte | Limoges-Bellegarde         | Drapeau de la France   | ATR42-300               | 25 mai 2019-14 septembre 2019                                   | Samedi                                               | [ 28 ]                                           |
| Drapeau de la France   | Ajaccio-Napoléon-Bonaparte | Perpignan                  | Drapeau de la France   | ATR42-300               | été 2015, été 2016, été 2017                                    | Samedi                                               | ,                                                |
| Drapeau de la France   | Avignon-Provence           | Ajaccio-Napoléon-Bonaparte | Drapeau de la France   | ATR42-300               | été 2015                                                        | Samedi                                               | ,                                                |
| Drapeau de la France   | Avignon-Provence           | Limoges-Bellegarde         | Drapeau de la France   | ATR42-300               | été 2015                                                        | Samedi                                               | ,                                                |
| Drapeau de la Belgique | Anvers                     | Caen                       | Drapeau de la France   | Beech 1900 D            | 4 avril 2016- ?                                                 | Lundi, Mardi, Jeudi                                  | [ 31 ]                                           |
| Drapeau de la France   | Bastia-Poretta             | Limoges-Bellegarde         | Drapeau de la France   | ATR42-300               | 25 mai 2019-14 septembre 2019                                   | Samedi                                               | [ 28 ]                                           |
| Drapeau de la France   | Bastia-Poretta             | Perpignan                  | Drapeau de la France   | ATR42-300               | 14 mai 2016-24 septembre 2016                                   | Samedi                                               | [ 29 ]                                           |
| Drapeau de la France   | Bergerac-Dordogne-Périgord | Agen-La Garenne            | Drapeau de la France   | ATR42-500               | 27 juin 2019 - 16 septembre 2019                                | Lundi, Mardi, Jeudi, Vendredi                        | Non commercialisé                                |
| Drapeau de la France   | Bergerac-Dordogne-Périgord | Lyon-Saint-Exupéry         | Drapeau de la France   | ATR42-500               | 27 juin 2019 - 12 septembre 2019                                | Mardi, Jeudi                                         |                                                  |
| Drapeau de la France   | Bergerac-Dordogne-Périgord | Nice-Côte d'Azur           | Drapeau de la France   | ATR42-500               | 28 juin 2019 - 16 septembre 2019                                | Lundi, Vendredi                                      |                                                  |
| Drapeau de la France   | Bordeaux-Mérignac          | Caen                       | Drapeau de la France   | Beech 1900 D            | 15 mars 2016 - ?                                                | Mardi, Mercredi, Vendredi                            | [ 32 ]                                           |
| Drapeau de la France   | Bordeaux-Mérignac          | Montpellier-Méditerranée   | Drapeau de la France   | Beech 1900 D            | 2016 - saison été 2022                                          |                                                      | [ 33 ]                                           |
| Drapeau de la France   | Bordeaux-Mérignac          | Nantes-Atlantique          | Drapeau de la France   | Beech 1900 D            | 14 novembre 2016-2019                                           | Lundi au Vendredi                                    | [ 34 ]                                           |
| Drapeau de la France   | Brest-Bretagne             | Caen                       | Drapeau de la France   | Beech 1900 D            | Saison hiver 2017-2018                                          | Lundi au Vendredi                                    | [ 35 ]                                           |
| Drapeau de la France   | Brest-Bretagne             | Perpignan                  | Drapeau de la France   | ATR42-300               | 1 Juillet 2016- 24 septembre 2016                               | Lundi, Vendredi                                      | Escale à Bordeaux                                |
| Drapeau de la France   | Caen                       | Anvers                     | Drapeau de la Belgique | Beech 1900 D            | 4 avril 2016- ?                                                 | Lundi, Mardi, Jeudi                                  | [ 31 ]                                           |
| Drapeau de la France   | Caen                       | Bordeaux-Mérignac          | Drapeau de la France   | Beech 1900 D            | 15 mars 2016 - ?                                                | Mardi, Mercredi, Vendredi                            | [ 32 ]                                           |
| Drapeau de la France   | Caen                       | Brest-Bretagne             | Drapeau de la France   | Beech 1900 D            | Saison hiver 2017-2018                                          | Lundi au Vendredi                                    | [ 35 ]                                           |
| Drapeau de la France   | Caen                       | Nantes-Atlantique          | Drapeau de la France   | Beech 1900 D            | Saison hiver 2017-2018                                          | Lundi au Vendredi                                    | [ 35 ]                                           |
| Drapeau de la Suisse   | Genève-Cointrin            | Perpignan                  | Drapeau de la France   | ATR42-300               | 3 juillet 2016-11 septembre 2016                                | Mardi, Vendredi                                      | [ 29 ]                                           |
| Drapeau de la France   | Lannion - Côte de Granit   | Paris-Orly                 | Drapeau de la France   | ATR42-500               | 23 septembre 2017 - 23 mars 2018                                | Lundi au vendredi + dimanche                         | Rentabilité trop faible,                         |
| Drapeau de la France   | Lannion - Côte de Granit   | Nantes-Atlantique          | Drapeau de la France   | ATR42-500               | 10 février 2018 - 17 mars 2018                                  | Samedi                                               | Route "hivernale"                                |
| Drapeau de la France   | Lannion - Côte de Granit   | Pau-Pyrénées               | Drapeau de la France   | ATR42-500               | 10 février 2018 - 17 mars 2018                                  | Samedi                                               | Escale à Nantes, Route "hivernale"               |
| Drapeau de la France   | Lille Lesquin              | Strasbourg                 | Drapeau de la France   |                         | Printemps 2019                                                  |                                                      | [ 39 ]                                           |
| Drapeau de la France   | Limoges-Bellegarde         | Ajaccio-Napoléon-Bonaparte | Drapeau de la France   | ATR42-300               | 25 mai 2019-14 septembre 2019                                   | Samedi                                               | ,                                                |
| Drapeau de la France   | Limoges-Bellegarde         | Bastia-Poretta             | Drapeau de la France   | ATR42-300               | 14 mai 2016-24 septembre 2016 25 mai 2019-14 septembre 2019     | Samedi                                               | ,                                                |
| Drapeau de la France   | Limoges-Bellegarde         | Nice-Côte d'Azur           | Drapeau de la France   | ATR42-300               | 13 mai 2016-septembre 2016, 2019                                | Vendredi, Dimanche (2016)                            | ,                                                |
| Drapeau de la France   | Limoges-Bellegarde         | Perpignan                  | Drapeau de la France   | ATR42-300               | 14 mai 2017-10 septembre 2017                                   | Dimanche                                             | [ 30 ]                                           |
| Drapeau de la France   | Limoges-Bellegarde         | Paris Orly                 | Drapeau de la France   | Beech 1900              | 4 mars 2019 - 3 mars 2023                                       | Lundi au Vendredi                                    | Rentabilité trop faible                          |
| Drapeau de la France   | Lyon-Saint-Exupéry         | Agen-La Garenne            | Drapeau de la France   | ATR42-500               | 27 juin 2019 - 12 septembre 2019                                | Mardi, Jeudi                                         | [ 25 ]                                           |
| Drapeau de la France   | Lyon-Saint-Exupéry         | Bergerac-Dordogne-Périgord | Drapeau de la France   | ATR42-500               | 27 juin 2019 - 12 septembre 2019                                | Mardi, Jeudi                                         | [ 25 ]                                           |
| Drapeau de la France   | Metz-Nancy-Lorraine        | Perpignan                  | Drapeau de la France   | ATR42-300               | 3 juillet 2016-11 septembre 2016, 14 mai 2017-10 septembre 2017 | Mardi, Vendredi (2016) Dimanche (2017)               | ,                                                |
| Drapeau de la France   | Montpellier-Méditerranée   | Bordeaux-Mérignac          | Drapeau de la France   | Beech 1900 D            | 2016 - saison été 2022                                          |                                                      | [ 33 ]                                           |
| Drapeau de la France   | Montpellier-Méditerranée   | Poitiers-Biard             | Drapeau de la France   | ATR42-500               | 16 juillet 2020-13 septembre 2020                               | Jeudi, Dimanche                                      | [ 41 ]                                           |
| Drapeau de la France   | Nantes-Atlantique          | Bordeaux-Mérignac          | Drapeau de la France   | Beech 1900 D            | 14 novembre 2016-2019                                           | Lundi au Vendredi                                    | [ 34 ]                                           |
| Drapeau de la France   | Nantes-Atlantique          | Caen                       | Drapeau de la France   | Beech 1900 D            | Saison hiver 2017-2018                                          | Lundi au Vendredi                                    | [ 35 ]                                           |
| Drapeau de la France   | Nantes-Atlantique          | Lannion - Côte de Granit   | Drapeau de la France   | ATR42-500               | 10 février 2018 - 17 mars 2018                                  | Samedi                                               | Route "hivernale"                                |
| Drapeau de la France   | Nantes-Atlantique          | Pau-Pyrénées               | Drapeau de la France   | Beech 1900 D/ ATR42-500 | 2017-2018                                                       | Lundi au Vendredi (beech 1900D) + Samedi (ATR42-500) | [ 42 ]                                           |
| Drapeau de la France   | Nantes-Atlantique          | Toulouse-Blagnac           | Drapeau de la France   | ATR42-500               | 29 octobre 2022-13 janvier 2023                                 | Lundi au Vendredi                                    | Rentabilité trop faible                          |
| Drapeau de la France   | Nice-Côte d'Azur           | Agen-La Garenne            | Drapeau de la France   | ATR42-500               | 28 juin 2019 - 16 septembre 2019                                | Lundi, Vendredi                                      | [ 25 ]                                           |
| Drapeau de la France   | Nice-Côte d'Azur           | Bergerac-Dordogne-Périgord | Drapeau de la France   | ATR42-500               | 28 juin 2019 - 16 septembre 2019                                | Lundi, Vendredi                                      | [ 25 ]                                           |
| Drapeau de la France   | Nice-Côte d'Azur           | Limoges-Bellegarde         | Drapeau de la France   | ATR42-300               | 13 mai 2016-septembre 2016, 2019                                | Vendredi, Dimanche (2016)                            | [ 28 ]                                           |
| Drapeau de la France   | Pau-Pyrénées               | Lannion - Côte de Granit   | Drapeau de la France   | ATR42-500               | 10 février 2018 - 17 mars 2018                                  | Samedi                                               | Escale à Nantes, Route "hivernale"               |
| Drapeau de la France   | Pau-Pyrénées               | Nantes-Atlantique          | Drapeau de la France   | Beech 1900 D/ ATR42-500 | 2017-2018                                                       | Lundi au Vendredi (beech 1900D) + Samedi (ATR42-500) | [ 42 ]                                           |
| Drapeau de la France   | Pau-Pyrénées               | Quimper-Bretagne           | Drapeau de la France   | ATR42-500               | Saison hiver 2019-2020                                          | Samedi                                               |                                                  |
| Drapeau de la France   | Paris-Orly                 | Agen-La Garenne            | Drapeau de la France   | ATR42-500               | 07 janvier 2019 - 19 juin 2020                                  | Lundi au vendredi + dimanche                         | Rentabilité trop faible, fin à cause du Covid-19 |
| Drapeau de la France   | Paris-Orly                 | Lannion - Côte de Granit   | Drapeau de la France   | ATR42-500               | 23 septembre 2017 - 23 mars 2018                                | Lundi au vendredi + dimanche                         | Rentabilité trop faible,                         |
| Drapeau de la France   | Perpignan                  | Ajaccio-Napoléon-Bonaparte | Drapeau de la France   | ATR42-300               | été 2015, été 2016, été 2017                                    | Samedi                                               | ,                                                |
| Drapeau de la France   | Perpignan                  | Bastia-Poretta             | Drapeau de la France   | ATR42-300               | 14 mai 2016-24 septembre 2016                                   | Samedi                                               | [ 29 ]                                           |
| Drapeau de la France   | Perpignan                  | Brest-Bretagne             | Drapeau de la France   | ATR42-300               | 1 Juillet 2016- 24 septembre 2016                               | Lundi, Vendredi                                      | Escale à Bordeaux                                |
| Drapeau de la France   | Perpignan                  | Bordeaux-Mérignac          | Drapeau de la France   | ATR42-300               | 1 Juillet 2016- 24 septembre 2016                               | Lundi, Vendredi                                      | [ 29 ]                                           |
| Drapeau de la France   | Perpignan                  | Genève-Cointrin            | Drapeau de la Suisse   | ATR42-300               | 3 juillet 2016-11 septembre 2016                                | Mardi, Vendredi (2016)                               | [ 29 ]                                           |
| Drapeau de la France   | Perpignan                  | Limoges-Bellegarde         | Drapeau de la France   | ATR42-300               | 14 mai 2017-10 septembre 2017                                   | Dimanche                                             | [ 30 ]                                           |
| Drapeau de la France   | Perpignan                  | Metz-Nancy-Lorraine        | Drapeau de la France   | ATR42-300               | 3 juillet 2016-11 septembre 2016, 14 mai 2017-10 septembre 2017 | Mardi, Vendredi (2016) Dimanche (2017)               | ,                                                |
| Drapeau de la France   | Poitiers-Biard             | Montpellier-Méditerranée   | Drapeau de la France   | ATR42-500               | 16 juillet 2020-13 septembre 2020                               | Jeudi, Dimanche                                      | [ 41 ]                                           |
| Drapeau de la France   | Quimper-Bretagne           | Pau-Pyrénées               | Drapeau de la France   | ATR42-500               | Saison hiver 2019-2020                                          | Samedi                                               |                                                  |
| Drapeau de la France   | Quimper-Bretagne           | Paris-Orly                 | Drapeau de la France   | ATR-42                  |                                                                 |                                                      | Rentabilité trop faible                          |
| Drapeau de la France   | Strasbourg                 | Lille Lesquin              | Drapeau de la France   | ATR42-500               | Printemps 2019                                                  |                                                      | [ 39 ]                                           |
| Drapeau de la France   | Toulouse-Blagnac           | Nantes-Atlantique          | Drapeau de la France   | ATR42-500               | 29 octobre 2022-13 janvier 2023                                 | Lundi au Vendredi                                    | Rentabilité trop faible                          |

### Liaisons actuellement exploitées
| Pays de départ       | Aéroport de départ    | Aéroport de destinations | Pays d'arrivée         | Modèle aéronef | Note                                                           |
| -------------------- | --------------------- | ------------------------ | ---------------------- | -------------- | -------------------------------------------------------------- |
| Drapeau de la France | Bordeaux-Mérignac     | Brest-Bretagne           | Drapeau de la France   | Beech 1900 D   | [ 45 ]                                                         |
| Drapeau de la France | Brest-Bretagne        | Bordeaux-Mérignac        | Drapeau de la France   | Beech 1900 D   | [ 45 ]                                                         |
| Drapeau de la France | Brest-Bretagne        | Paris-Orly               | Drapeau de la France   | ATR42-500      | À partir du 6 mars 2023,.                                      |
| Drapeau de la France | La Rochelle-Île de Ré | Lyon-Saint-Exupéry       | Drapeau de la France   | ATR42-500      | Fin le 24 mars 2023.                                           |
| Drapeau de la France | La Rochelle-Île de Ré | Poitiers-Biard           | Drapeau de la France   | ATR42-500      | Non commercialisé, Fin le 24 mars 2023.                        |
| Drapeau de la France | Limoges-Bellegarde    | Lyon-Saint-Exupéry       | Drapeau de la France   | ATR42-500      | Interruption en novembre pour réfection de la piste de Limoges |
| Drapeau de la France | Lyon-Saint-Exupéry    | La Rochelle-Île de Ré    | Drapeau de la France   | ATR42-500      | , Fin le 24 mars 2023.                                         |
| Drapeau de la France | Lyon-Saint-Exupéry    | Poitiers-Biard           | Drapeau de la France   | ATR42-500      | , Fin le 24 mars 2023.                                         |
| Drapeau de la France | Lyon-Saint-Exupéry    | Limoges-Bellegarde       | Drapeau de la France   | ATR42-500      | Interruption en novembre pour réfection de la piste de Limoges |
| Drapeau de la France | Marseille-Provence    | Toulouse-Blagnac         | Drapeau de la France   | ATR42-500      | Nouveauté à partir du 29 octobre 2022                          |
| Drapeau de la France | Paris-Orly            | Brest-Bretagne           | Drapeau de la France   | ATR42-500      | À partir du 6 mars 2023,.                                      |
| Drapeau de la France | Paris-Orly            | Limoges-Bellegarde       | Drapeau de la France   | Beech 1900 D   | Interruption en novembre pour réfection de la piste de Limoges |
| Drapeau de la France | Poitiers-Biard        | La Rochelle-Île de Ré    | Drapeau de la France   | ATR42-500      | Non commercialisé, Fin le 24 mars 2023.                        |
| Drapeau de la France | Poitiers-Biard        | Lyon-Saint-Exupéry       | Drapeau de la France   | ATR42-500      | Fin le 24 mars 2023.                                           |
| Drapeau de la France | Rennes-Saint-Jacques  | Toulouse-Blagnac         | Drapeau de la France   | ATR42-500      | Nouveauté à partir du 29 octobre 2022                          |
| Drapeau de la France | Toulouse-Blagnac      | Marseille-Provence       | Drapeau de la France   | ATR42-500      | Nouveauté à partir du 29 octobre 2022                          |
| Drapeau de la France | Toulouse-Blagnac      | Rennes-Saint-Jacques     | Drapeau de la France   | ATR42-500      | Nouveauté à partir du 29 octobre 2022                          |
| Drapeau de la France | Caen                  | Kerry                    | Drapeau de l'Irlande   | ATR42-500      | Ligne estivale à partir du 28 juin 2024                        |
| Drapeau de la France | Caen                  | Southampton              | Drapeau du Royaume-Uni | ATR42-500      | Ligne estivale à partir du 28 juin 2024                        |

## Flotte de la compagnie

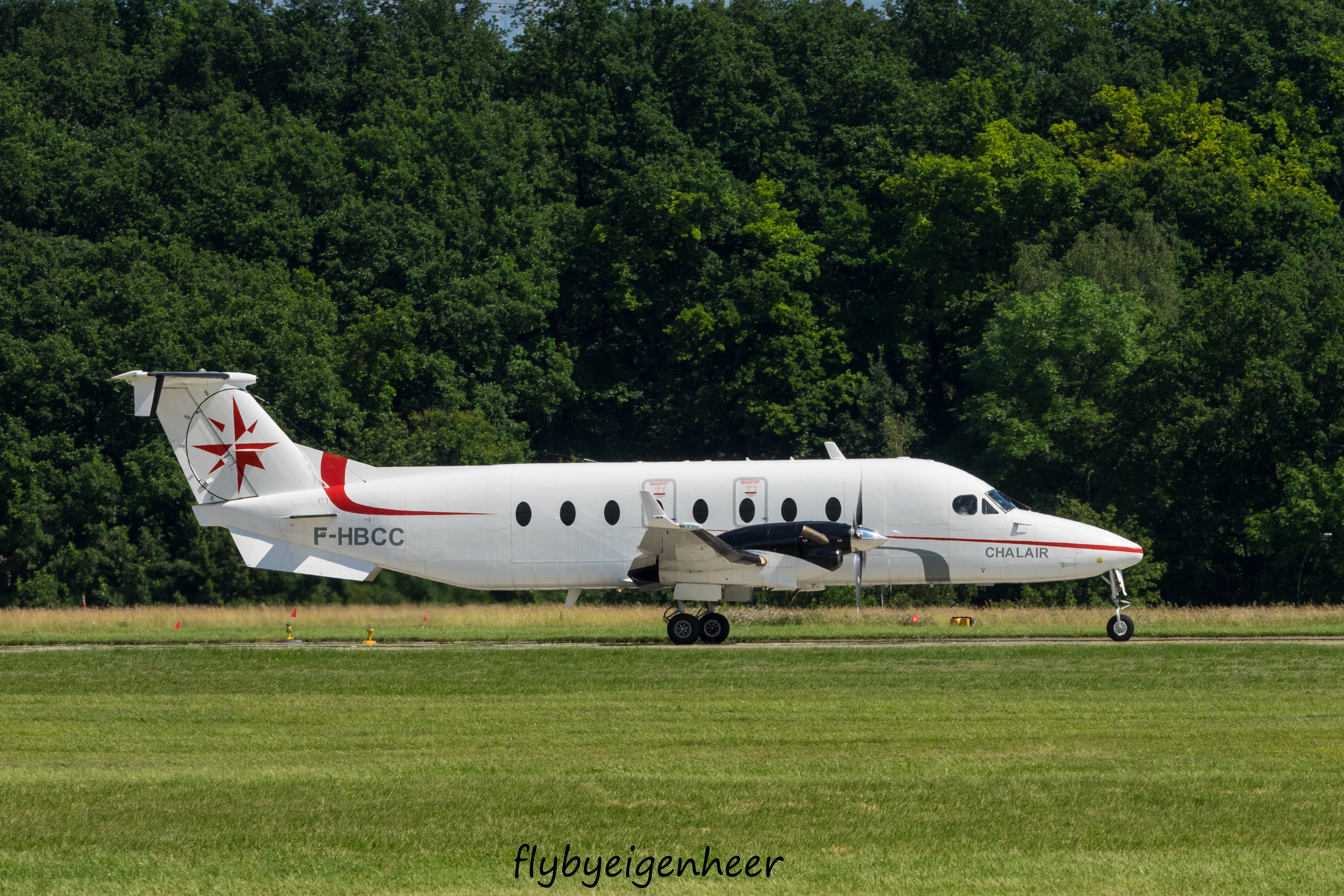
Beech 1900 livrée actuelle

La flotte de Chalair Aviation est composée de 10 appareils :
| Appareil         | Livrés | En commande |
| ---------------- | ------ | ----------- |
| Beechcraft 1900D | 5      | 0           |
| ATR 42-500       | 3      | 0           |
| ATR 72-500       | 2      | 0           |
| Total            | 10     |             |

5 Beechcraft 1900D (19 passagers)
- F-HBCB

- F-HBCC
- F-HBCJ

3 ATR 42-500 (48 passagers)
- F-GPYK
- F-GPYN
- F-GPYM

2 ATR 72-500 (70 passagers)
- F-HAPL
- F-HBCM

Pendant la crise du coronavirus (covid-19), une partie des appareils Beechcraft 1900 ont été immobilisés à Caen et les ATR à Limoges pour entretien ou  stockage.

## Autres activités de la compagnie
- Vols d'affaires, évacuation sanitaire et avion taxi: location d'avion avec équipage pour la destination souhaitée par un client.
- Navettes d'entreprise : navettes programmées de façon récurrente pour relier les sites industriels d'un client.
- Management d'avion : assistance technique (entretien) et opérationnelle (pilotes) aux entreprises et particuliers.
- Formation : qualifications de type et des renouvellements sur les types d'avions Beech 200, Beech 1900C/D, ATR 42 & 72 (-300 et -500).